# Walter Lindrum
Walter Albert Lindrum (ur. 29 sierpnia 1898 w Kalgoorlie, Australia Zachodnia, zm. 30 lipca 1960 w Surfers Paradise, Queensland), bilardzista australijski, uważany za najwybitniejszego zawodnika w historii bilardu; wielokrotny rekordzista i mistrz świata.
W 1952 roku zdobył 100 punktów w zaledwie 27,5 sekundy.
Był wujem mistrza świata w snookerze, Horace Lindruma (urodzony jako Morrell, zmienił nazwisko na Lindrum).